# نبية (فلم)
نبية (بالإنجليزية: Prophetess)، هُو فيلم رياضي وكوميدي أمريكي صدر سنة 2021 وأخرجه نيي أكينمولايان.<ref name=":1">